# Enoclerus
Enoclerus là một chi bọ cánh cứng trong phân họ Clerinae, họ Cleridae.

## Các loài

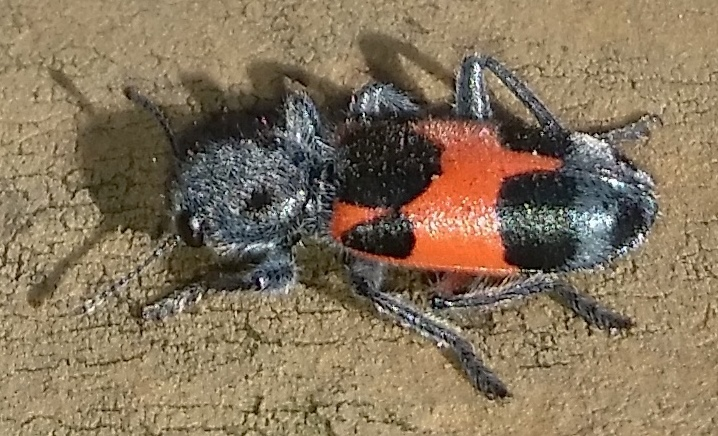
Enoclerus eximius

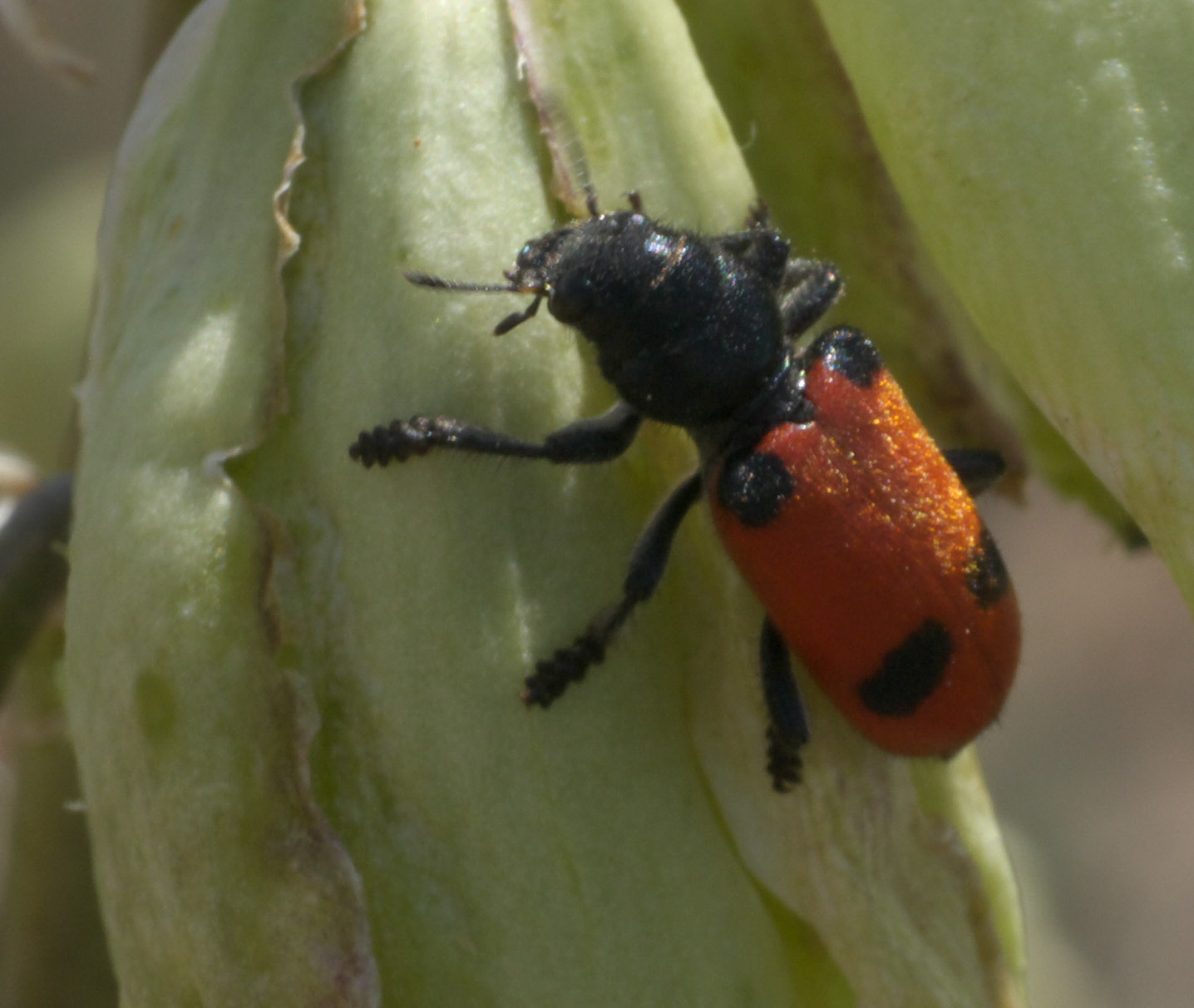
Enoclerus spinolae

- Enoclerus abdominalis (Chevrolat, 1835) i c g
- Enoclerus ablusus
- Enoclerus acerbus Wolcott, 1911 i c g b
- Enoclerus addisoni
- Enoclerus aethiops
- Enoclerus albidulus Rifkind g
- Enoclerus albosignatus
- Enoclerus alvarengai
- Enoclerus analis (LeConte, 1849) i c g b
- Enoclerus anctus Rifkind g
- Enoclerus angustus b
- Enoclerus arachnodes (Klug, 1842) i c g
- Enoclerus artifex (Spinola, 1844) g
- Enoclerus auripilus
- Enoclerus badeni (Gorham, 1876) i c g
- Enoclerus barri Knull, 1965 g
- Enoclerus beatus
- Enoclerus bellamyi Rifkind, 1996 g
- Enoclerus bilobus
- Enoclerus bimaculatus (Skinner, 1905) i c g b
- Enoclerus binodulus
- Enoclerus boblloydi Rifkind g
- Enoclerus bombycinus (Chevrolat, 1833) i c g b
- Enoclerus boquete Rifkind g
- Enoclerus brevicollis (Spinola, 1844) i c g
- Enoclerus canus
- Enoclerus cautus Gorham, 1883 g
- Enoclerus cavei Rifkind g
- Enoclerus chamelae Rifkind, 2012 g
- Enoclerus citricornis Rifkind g
- Enoclerus citrinifrons
- Enoclerus coccineus (Schenkling, 1906) i c g b
- Enoclerus comptus
- Enoclerus concinnus
- Enoclerus contractus
- Enoclerus cordifer (LeConte, 1849) i c g b
- Enoclerus crabronarius (Spinola, 1844) i c g
- Enoclerus crinitus Rifkind g
- Enoclerus cupressi Van Dyke, 1915 i c g b
- Enoclerus decussatus (Klug, 1842) i c g b
- Enoclerus deletus Wolcott, 1927 g
- Enoclerus delusus
- Enoclerus dichrous
- Enoclerus dimidiatus
- Enoclerus distinctus
- Enoclerus erro Wolcott, 1922 i c g
- Enoclerus erwini
- Enoclerus eximius (Mannerheim, 1843) i c g b
- Enoclerus fasciicollis
- Enoclerus festivus
- Enoclerus fibrillatus Rifkind g
- Enoclerus franki Barr & Rifkind, 2007 g
- Enoclerus fugitivus
- Enoclerus gabriellae Rifkind, 1994 g
- Enoclerus gerhardi Wolcott, 1922 i c g
- Enoclerus gibbus
- Enoclerus gilli Rifkind g
- Enoclerus gumae
- Enoclerus hespenheidei Rifkind g
- Enoclerus hieroglyphicus (Gorham, 1876) g
- Enoclerus hoegei Gorham, 1883 g b
- Enoclerus hogei
- Enoclerus hovorei
- Enoclerus ichneumoneus (Fabricius, 1777) i c g b
- Enoclerus imperialis
- Enoclerus incanus
- Enoclerus inyoensis Van Dyke, 1938 i c g
- Enoclerus irregularis
- Enoclerus knabi (Wolcott, 1910) i c g
- Enoclerus laetus (Klug, 1842) i c g b
- Enoclerus laportei
- Enoclerus lautus Wolcott, 1922 i c g
- Enoclerus lecontei (Wolcott, 1910) i c g b (blackbellied clerid)
- Enoclerus leehermani
- Enoclerus liljebladi Wolcott, 1922 i c g
- Enoclerus longissimus Wolcott, 1922 i c g
- Enoclerus lugubris
- Enoclerus lunatus (Klug, 1842) i c g b
- Enoclerus luscus (Klug, 1842) i c g b
- Enoclerus mcnallyi Rifkind g
- Enoclerus melissae Rifkind g
- Enoclerus meridanus
- Enoclerus mexicanus (Castelnau, 1836) i c g
- Enoclerus militaris
- Enoclerus miniatus (Spinola, 1844) g
- Enoclerus mocho Rifkind g
- Enoclerus moestus (Klug, 1842) i c g b
- Enoclerus muttkowskii (Wolcott, 1909) i c g b
- Enoclerus nelsoni
- Enoclerus nigricans
- Enoclerus nigrifrons (Say, 1823) i c g b
- Enoclerus nigripes (Say, 1823) i c g b
- Enoclerus nigromaculatus
- Enoclerus nodulifer
- Enoclerus obrieni
- Enoclerus ocreatus (Horn, 1885) i c g b
- Enoclerus opifex (Gorham, 1882) i c g b
- Enoclerus opitzi Rifkind g
- Enoclerus pacificus Rifkind, 2002 g
- Enoclerus palmii (Schaeffer, 1904) i c g
- Enoclerus philogenes
- Enoclerus pilatei
- Enoclerus pinus (Schaeffer, 1905) i c g
- Enoclerus pisinnus
- Enoclerus planonotatus
- Enoclerus puellus Gorham, 1886 g
- Enoclerus quadriguttatus (Olivier, 1795) i c g
- Enoclerus quadrinodosus
- Enoclerus quadrisignatus (Say, 1835) i c g b
- Enoclerus quercus (Schaeffer, 1905) i c g
- Enoclerus reburrus
- Enoclerus reductesignatus
- Enoclerus regius Rifkind, 2002 g
- Enoclerus regnadkcin Rifkind g
- Enoclerus rosmarus (Say, 1823) i c g b
- Enoclerus ruficollis (Laporte de Castelnau, 1836) g
- Enoclerus sagittarius
- Enoclerus salvini
- Enoclerus schaefferi Barr, 1947 i c g b
- Enoclerus sericeus
- Enoclerus signifer
- Enoclerus silbermannii g
- Enoclerus skillmani Rifkind g
- Enoclerus sphegeus (Fabricius, 1787) i c g b (red-bellied clerid)
- Enoclerus spinolae b (handsome yucca beetle)
- Enoclerus tigris Rifkind, 2002 g
- Enoclerus toledoi Rifkind g
- Enoclerus torquatus (Chevrolat, 1874) g
- Enoclerus tricinctus (Chevrolat, 1874) g
- Enoclerus tubercularis
- Enoclerus urbanus Rifkind g
- Enoclerus venator (Chevrolat, 1843) i c g
- Enoclerus versicolor
- Enoclerus vetus (Wolcott, 1927) i c g b
- Enoclerus viduus (Klug, 1842) i c g b
- Enoclerus villicus
- Enoclerus virginiensis (Schaeffer, 1917) i c g
- Enoclerus vulnus
- Enoclerus whiteheadi
- Enoclerus x-album
- Enoclerus zebra
- Enoclerus zebroides
- Enoclerus zip
- Enoclerus zonatus
- Enoclerus zonatus (Klug, 1842) i c g

Data sources: i = ITIS, c = Catalogue of Life, g = GBIF, b = Bugguide.net